# Безумовний (фільм)
«Безумовний» (англ. Unconditional) — американський драматичний фільм, написаний і знятий у 2012 році. Режисером фільму є Брент МакКоркл, для якого цей фільм став дебютом. «Безумовний» — біографічний фільм на основі реальних подій.
Це перший фільм Harbinger Media Partners. За словами засновників медіакомпанії, їхньою метою є «створення високоякісних театральних фільмів, які шанують Бога і надихають глядачів шукати Його та служити іншим». Продюсери фільму співпрацювали з багатьма благодійними та некомерційними організаціями, для того щоб заохочувати кіноглядачів бачити потреби інших у своїх громадах.
Фільм заснований на реальній історії Джо Бредфорда, який виріс у сільській місцевості штату Теннессі. Після відбуття покарання у в'язниці суворого режиму за незаконне проникнення в банк у Джо виявили важку хворобу нирок. Бредфорд та його дружина Деніз були змушені переїхати до бідного району Нешвілла. Там вони побачили всю жахливу дійсність життя тих людей, особливо дітей. Джо та Деніз почали працювати з цими дітьми, навіть організували хор для місцевих дітей. Діти-сироти швидко прийняли Бредфорда, якого стали називати «татом Джо». Разом із дружиною він у 2005 році заснував некомерційну організацію «Серце Іллі» для допомоги дітям, які цього потребують. Джо Бредфорд є також співпродюсером фільму.
Фільм є не тільки першим повнометражним проєктом режисера Брента МакКоркла, оскільки він також написав сценарій та відредагував фільм. Раніше він працював над кількома короткометражними фільмами, включаючи «Розкол», який отримав нагороду у кінопроєкті Doorpost 2009. В багатьох фільмах Брента МакКоркла порушуються проблеми покинутих дітей.  Інші відомі стрічки режисера: «Можна тільки уявити» («I can only imagine», 2018), «Розкол» («The rift», 2009).

## Сюжет
Головна героїня фільму — Саманта Кроуфорд. Фільм розповідає нам про важкий період життя жінки, яка ще до недавнього часу щасливо жила разом з коханим чоловіком, і була впевнена в тому, що її щастя буде тривати ще дуже довго.
Несподіване вбивство чоловіка Саманти стало для неї  не просто страшною трагедією, адже з дня його загибелі вона просто перестає існувати сама. Біль втрати коханого виявився настільки сильним, що головна героїня цілком позбулася всілякої віри і надії. Вона не в змозі забути горя, що сталося з нею і постійно згадує той нещасливий день.
Єдиний вихід з ситуації, який бачить головна героїня — самогубство. Але в той самий момент, коли вона вже готова була здійснити задумане, неподалік від неї автомобіль збиває маленьку дівчинку. Саманта забуває про свої проблеми і намагається допомогти дитині.
Несподівано Саманта зустрічає  в лікарні свого старого друга Джо, добре знайомого їй з дитинства. Саме він стає для неї такою необхідною в цей час підтримкою і опорою, змушує знайти сили і жити далі, незважаючи ні на що.

## Актори
| АКТОРИ                | РОЛЬ                |
| --------------------- | ------------------- |
| Лінн Коллінз          | Саманта Кроуфорд    |
| Майкл Ілі             | «Тато Джо» Бредфорд |
| [[Брюс Макгілл]]      | детектив Міллер     |
| Квесі Боак'є          | Макон               |
| Монрель Міллер        | Грейді              |
| [[Діего Клаттенгофф]] | Біллі Кроуфорд      |
| Седрік Пендлтон       | Ентоні Джонс        |

## Випуск
Фільм вийшов на екрани кінотеатрів 21 вересня 2012 року. Вийшов на DVD 5 березня 2013 року.

## Відгуки критики
Фільм «Безумовний»  отримав 67 % позитивних відгуків від кінокритиків на сайті Rotten Tomatoes. Девід Мартіндейл дав фільму B+ у виданні Dallas Morning News, і сказав, що це «маленький фільм з великим серцем». Також він додав: «Окрім солідного акторського складу, який очолила Лінн Коллінз у ролі Сем та Майкла Ілі  у ролі Джо, він має елегантний сценарій та яскраві візуальні ефекти». Гарі Голдштейн з «Лос-Анджелес Таймс» не був настільки прихильним у своєму огляді та заявив, що фільм містить занадто багато кліше, і що режисеру Бренту МакКорклу потрібно« мати трохи більше віри у свою авдиторію»
Русс Бреймер з організації «Christianity Today» («Християнство сьогодні») сказав: " «Безумовний» вирізняється як якісно створений достовірний фільм та спокутне оповідання ". [9] Тед Бер з Movieguide.org [Архівовано 5 жовтня 2021 у Wayback Machine.] назвав фільм «корисним» і «рятівним», «прекрасно зроблений фільм із захоплюючою, надихаючою історією».

## Твори за мотивами фільму
- Роман «Безумовний»

Роман Єви Марі Еверсон заснований на сценарії фільму «Безумовний». Твір розповідає про Саманту Кроуфорд – відому художницю казок, яка, здавалося б, мала усе, поки не втратила кохання, яке найбільше цінувала. Тепер, борючись із відчаєм, вона одержима пошуком вбивці свого чоловіка. Без слідів і без надії, Сем готується позбавити себе життя, але через непередбачувані обставини вона знаходить свого друга дитинства. 
- Роман «Дорога любові» (A Walk of Love)

Тато Джо, засновник і директор організації «Серце Іллі», є автором автобіографічного роману. В своїй історії Джо розповідає, як навіть найстрашніші життєві труднощі можна подолати, якщо знати до Кого звертатись. Автор вчить нас поширювати добро і любов серед людей. 
- Дитяча книга «Firebird»

Ідея книги взята з фільму «Безумовний», де історію про пташеня розповідає головна героїня. 
Жар-птиця (Firebird) – це немовля-іволга, що обожнює сонячне світло. Але щоразу, коли насувається буря, вона засмучується і запитує маму, чому Бог дозволяє дощу забрати сонце. Коли Жар-птиця, нарешті,  піднімається над бурею, то бачить сонце, що світить там, де воно завжди було. Бог ніколи не дозволяє бурі забрати сонце. З цією правдою в серці пташка продовжує грітися на сонці, але також вчиться радіти під дощем.  
Автори: Емі Паркер, Брент Маккоркл, Чак Воллмер, Роб Корлі.